# ستونتني (كامبريدجشير)
ستونتني (بالإنجليزية: Stuntney)‏ هي قرية تقع في المملكة المتحدة في كامبريدجشير. يقدر عدد سكانها بـ 200 نسمة .